# Flechtheim (Familie)

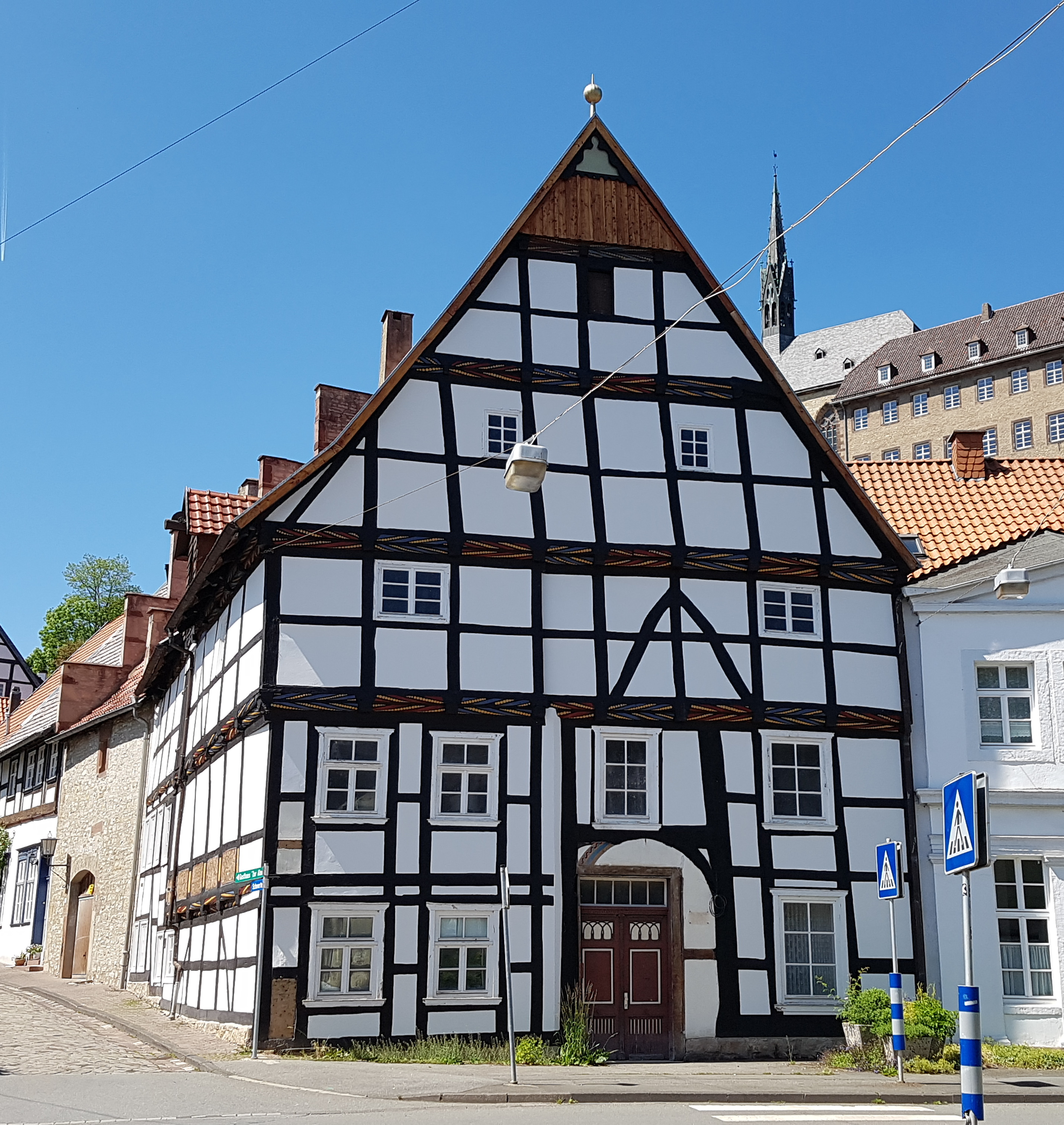
Das Glockengießerhaus in Warburg, Bernhardistraße 23 (2013), 1750–1939 in Eigentum der Familie Calmen-Ostheim-Flechtheim

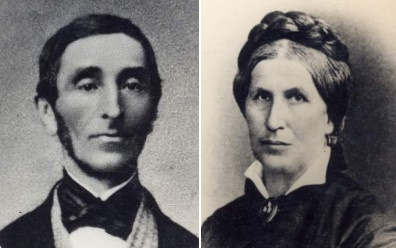
Abraham Soistmann Flechtheim und seine Frau Fanni, geb. Wertheim (um 1870)

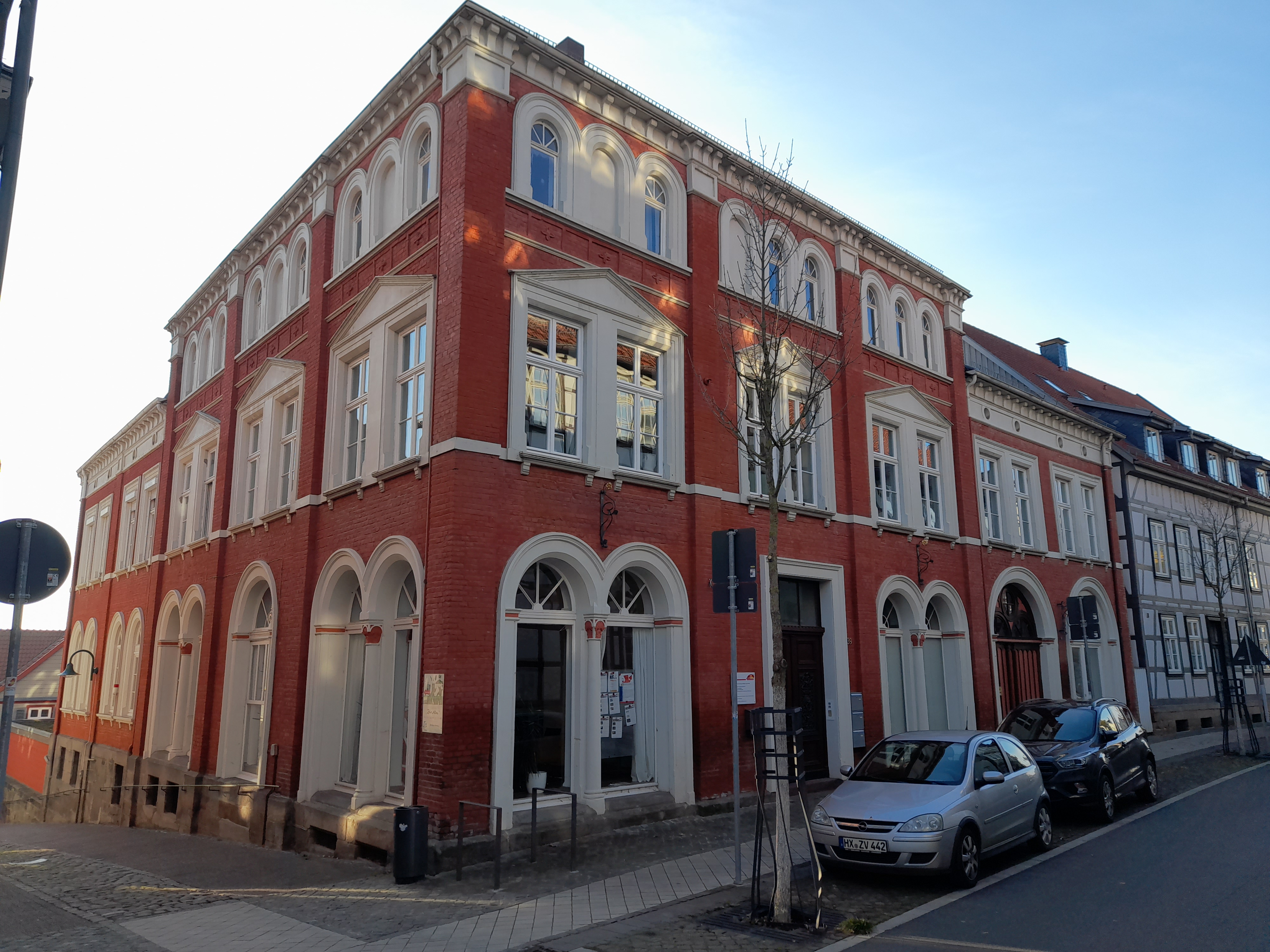
Warburg, Sternstraße 39 (2021), 1880–1900 Sitz des Bankhauses Alex & Sally Flechtheim

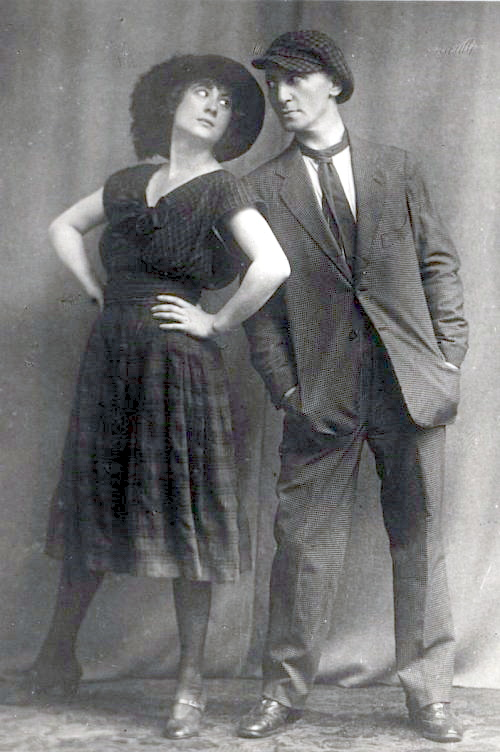
Walther Flechtheim und Hedwig Jordan (ca. 1920)

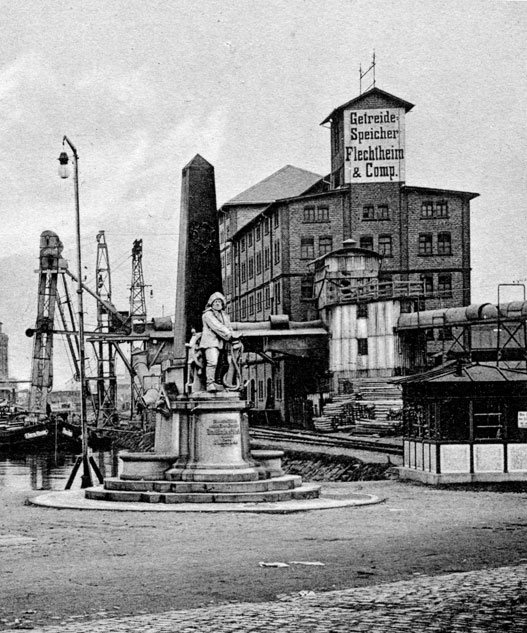
Der Flechtheimspeicher in Münster um 1900

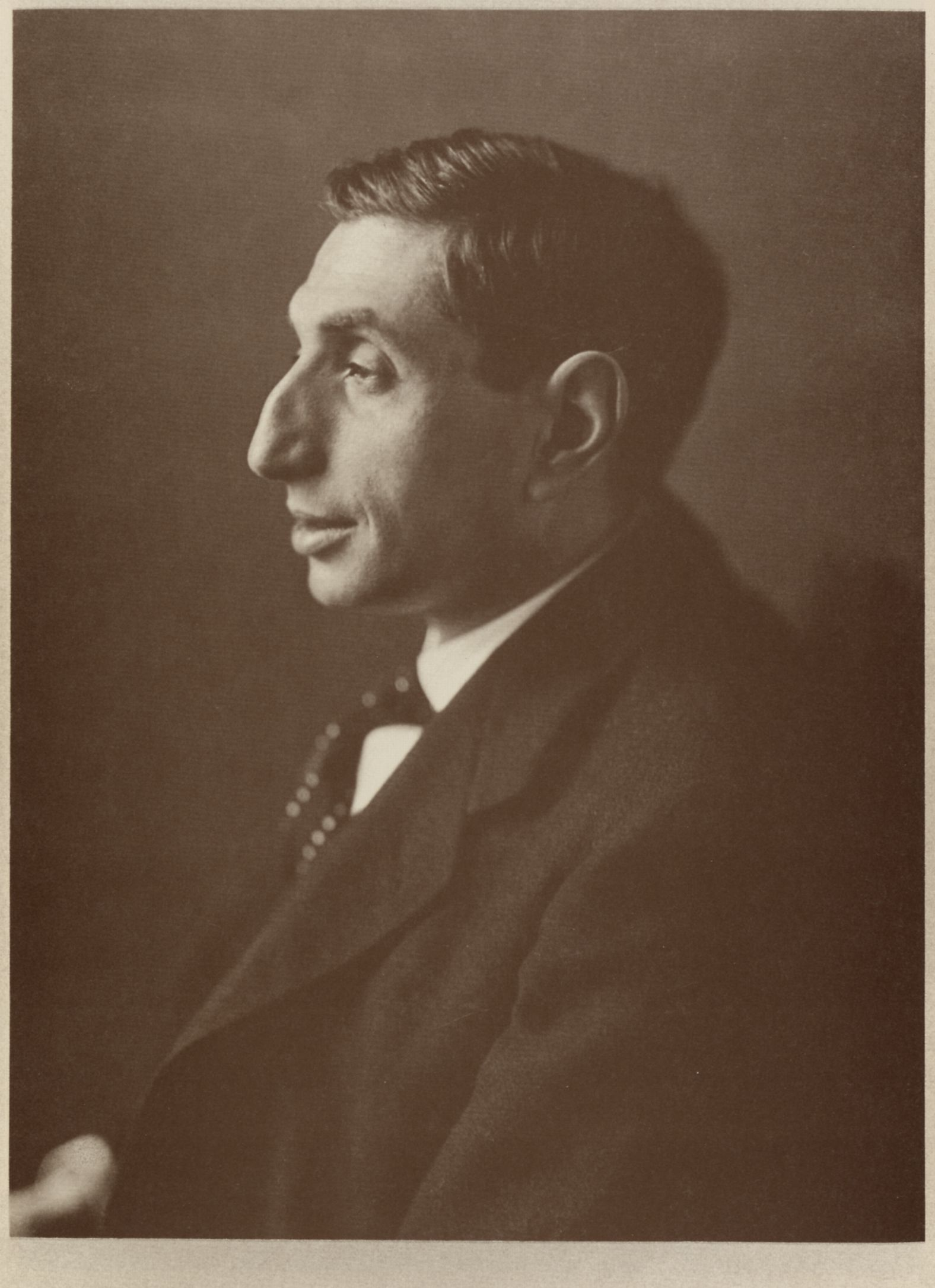
Alfred Flechtheim, Porträt von Jacob Hilsdorf (um 1910)

Flechtheim ist der Name einer jüdischen Familie aus Brakel, die bekannte Unternehmer, Kunsthändler, Schauspieler, Juristen und Zukunftsforscher hervorbrachte. Ihre Vorfahren lassen sich in bis zu fünf Generationen bis ins 18. Jahrhundert zurückverfolgen. Das älteste bisher bekannte Mitglied war Soistmann Alexander David Flechtheim.

## Nachfahrentafel (unvollständig)
Soistmann Alexander David Flechtheim (geb. 10. August 1765 in Brakel; gest. 4. September 1838 in Brakel), Kaufmann, ⚭ mit Wegge Dalberg (geb.  1779, gest. 21. August 1865)
1. Jacob David Flechtheim (geb. 20. September 1798 in Brakel; gest. 1853 in Warburg), Kaufmann und Bankier in Warburg, Bernhardistraße 23[1] ⚭ Röscher Sternau (geb. 7. Oktober 1868), gehörte 1849 zu den 36 besten Bürgen der damaligen Sparkasse Warburg[2] und vermachte dem Warburger Krankenhaus 50 Taler.[3]
  1. Rosalie Flechtheim ⚭ Emil Goldschmidt (geb. 10. April 1841 in Mainz; gest. 31. Mai 1889 in Marburg)
    1. Rosette Goldschmidt (geb. 1873)
    2. Robert Goldschmidt (geb. 1875)
2. David Soistmann Flechtheim (geb. 6. November 1800 in Brakel, gest. 2. Mai 1868)  Flora Bamberger ⚭
  1. Dina Flechtheim (geb. 14. September 1840 in Brakel)
  2. Soistmann Flechtheim (geb. 10. Januar 1842 in Brakel)
3. Itzig Soistmann Flechtheim (geb. 13. Januar 1802 in Brakel)
4. Abraham Soistmann Flechtheim (geb. 1. Oktober 1806 in Brakel; gest. 2. März 1879 in Brakel) ⚭ Fanni Wertheim (geb. 1821 in Hofgeismar, gest. 16. November 1893)
  1. Alex Flechtheim (geb. 10. September in Brakel; gest. 9. April 1900 in Warburg[4][5]), Bankier in Warburg[6][7]"
  2. Salomon (Sally) Flechtheim (geb. 1847 in Brakel, gest. 3. Mai 1908 in Berlin), Kaufmann und Bankier in Warburg und Berlin, ⚭ Frida Lövenberg (geb. 18. Mai 1856, gest. 15. April 1938 in Berlin)
    1. Ella Flechtheim, (geb. 4. Jan. 1880 in Warburg, gest. in England?) ⚭ 1902 in Berlin mit Dr. Alfred Lewandowski
    2. Walther Flechtheim (geb. 12. Juli 1881 in Warburg; gest. 6. März 1949 London), Varietékünstler in Bad Oeynhausen, Krefeld und London, ⚭ 1920 mit Hedwig Jordan
    3. Julius Flechtheim (geb. 13. Sept. 1882 in Warburg, gest. 1978 in München), ⚭ 25. Dez. 1915 mit Maria Helene Kohlstedt

  3. Julius Flechtheim (geb. 9. April 1849 in Brakel, gest. 13. März 1917)
  4. Joseph Flechtheim (geb. 1. März 1851 in Brakel)
  5. Rosalie Flechtheim und Friedrike Flechtheim (geb. 23. März 1852 in Brakel) Zwillingsschwestern
  6. Louis Flechtheim (geb. 8. September 1860 in Brakel, gest. 22. Juni 1882)
5. Heinemann Flechtheim (geb. 7. Juni 1812 in Brakel; gest. 20. Dezember 1812)
6. Moses Flechtheim (gest. 17. November 1814 in Brakel; gest. 4. Juni 1886 in Münster), Getreidegroßhändler, ⚭ mit Henriette „Jettchen“ Feibes (geb. 15. April 1822 in Lengerich; gest. 21. November 1910 in Berlin)
  1. Alex Flechtheim (geb. 21. März 1846 in Brakel; gest. 15. März 1919 in Wiesbaden), Geschäftsführer von Flechtheim & Comp. in Münster, ⚭ Johanne Katzenstein (geb. 10. Sept. 1853 in Eschwege, gest. 9. März 1933)
    1. Julius Flechtheim (geb. 18. Mai 1876 in Münster; gest. 30. November 1940 in Zürich), Jurist, Honorarprofessor und Aufsichtsrat
    2. Toni Flechtheim (geb. 13. April 1877 in Münster)
    3. Hedwig Flechtheim (geb. 2. Juni 1879)
    4. Arthur Max Flechtheim (geb. 4. August 1882 in Münster, gest. 12. April 1953 in Santa Clara (Kalifornien))
    5. Alma Flechtheim (geb. 12. Juni 1884, Münster, gest. Dezember 1965 in Hendon (London)), ⚭ Nathan
    6. Ilse Flechtheim (geb. 10. Mai 1886 in Münster) ⚭ Kaufmann, 1910 nach La Plata emigriert
    7. 2 Weitere Kinder

  2. Julie Flechtheim (geb. 15. Mai 1848 in Brakel; gest. 4. Januar 1920 in Wiesbaden) ⚭ Dr. med. Richard Heidenheim (geb. 1. April 1840 in Sondershausen, gest. 20. Januar 1910 in Wiesbaden)
  3. Emil Flechtheim (geb. 1. September, 1850 in Brakel; gest. 1933) Großhändler für Getreide in Münster, Duisburg und Düsseldorf, ⚭ Emma („Erna“) Heymann (geb. 25. Dezember 1856 in Dortmund, gest. 3. November 1935)
    1. Alfred Flechtheim (geb. 1. April 1878 in Münster; gest. 9. März 1937 in London), Kunsthändler, ⚭ Bertha (Betty) Goldschmidt (geb. 17. August 1881 in Dortmund, gest. 15. November 1941)
    2. Herrmann Flechtheim (geb. 1. Februar 1880 in Münster; gest. 1960 in Wolfratshausen), Getreide- und Pelzhändler, ⚭ Olga Farber (geb. 1884 in Moskau, gest. 22. April 1964 in Essen)
      1. Ossip Kurt Flechtheim  (geb. 5. März 1909 in Nikolajew bei Odessa, gest. 4. März 1998 in Kleinmachnow), Jurist, Soziologe, Friedens- und Zukunftsforscher, ⚭ Lili Therese Faktor (22. September 1917 in Berlin, † 27. Mai 2004 in Berlin)
        1. Thimm Flechtheim

    3. Erna Flechtheim (geb. 1883).

  4. Rosa Flechtheim ⚭ Bielefeld
  5. Elise Flechtheim ⚭ Rosenberger
7. Hanne Flechtheim (geb. 18. September 1819 in Brakel)